# Orlando City U-23
Orlando City U-23 (früher unter dem Namen Central Florida Kraze bekannt) war eine U-23-Mannschaft US-amerikanische Fußballmannschaft des MLS-Franchise Orlando City, welches in der USL PDL spielte. Seinen Sitz hatte die Mannschaft in Lake Mary, Florida.

## Geschichte
Gegründet wurde die Mannschaft ursprünglich noch als Fußballklub Central Florida Lionhearts im Jahr 1998. Als dieser starte man in der Saison 1998 auch in den Spielbetrieb der USISL PDSL, dem Vorläufer der heutigen USL League Two. Hier erreichte man mit 16 Punkten den sechsten Platz in der Southeast Division. Danach erhielt die Liga den Namen USL PDL und man nannte sich in Central Florida Kraze um. So erzielte man weiter in der Division immer mal wieder Platzierungen im Mittelfeld. Erstmals in der Saison 2003 erreichte man dann die Playoffs, als man mit 23 Punkten auf dem zweiten Platz landete. Bereits im Conference-Halbfinale, scheiterte man aber mit 1:4 an den New Orleans Shell Shockers. Auf diesem Erfolg konnte man dann aufbauen und mit 43 Punkten schloss das Team die Regular Season 2004 nun auf dem ersten Platz ab. In den Playoffs ließ man die nächsten Gegner dann hinter sich und kam ins Finalspiel gegen die Boulder Rapids Reserve dann auch zu einem 1:0-Sieg, womit man erstmals nationaler Meister wurde.
In den folgenden Jahren erreichte man immer den zweiten Platz, scheiterte wenn man sich damit für die Playoffs qualifizierte aber bereits im Conference-Halbfinale. Die Spielzeit 2008 endete für die Mannschaft in der Regular Season dann mit 35 Punkten aber wieder einmal auf dem ersten Platz, in den Playoffs kam man trotzdem nicht weiter als über die erste Runde.
Ende November 2011 kündigte Orlando City dann an, eine Mehrheitsbeteiligung am Team übernommen hat und es nun unter dem Orlando City U-23 antreten soll. Die erste Saison unter neuem Namen war dann die Spielzeit 2012. Hier gelang mit 29 Punkten über den zweiten Platz nochmal die Qualifikation für die Playoffs, wo man bis ins nationale Halbfinale kam, dann aber mit 1:2 gegen Carolina Dynamo ausschied. In den folgenden Jahren verpasste man die Playoffs dann jedoch immer. Nach der Saison 2015 wurde das Team schließlich aufgelöst.

## Erfolge
- USL-PDL-Meister:
  - 2004